# Handball-Bundesliga (Frauen) 2006/07
Die Saison 2006/2007 der Frauen-Handball-Bundesliga ist die 22. in ihrer Geschichte.

## Saisonverlauf
12 Mannschaften spielten um die deutsche Meisterschaft. Meister wurde der 1. FC Nürnberg.
3 deutsche Teams traten auch in Internationalen Wettbewerben an, im Frühjahr erreichte Bayer 04 Leverkusen das Halbfinale des EHF-Cups.

## Hauptrunde

### Tabelle
|    | Verein                 | Sp | G  | U | V  | Tore    | Diff. | Punkte |
| -- | ---------------------- | -- | -- | - | -- | ------- | ----- | ------ |
| 1  | 1. FC Nürnberg         | 22 | 19 | 1 | 2  | 731:517 | +214  | 39:50  |
| 2  | HC Leipzig (M)         | 22 | 19 | 1 | 2  | 726:615 | +111  | 39:50  |
| 3  | Bayer 04 Leverkusen    | 22 | 18 | 1 | 3  | 697:552 | +145  | 37:70  |
| 4  | DJK/MJC Trier          | 22 | 14 | 1 | 7  | 680:589 | +91   | 29:15  |
| 5  | FHC Frankfurt (Oder)   | 22 | 11 | 1 | 10 | 670:668 | +2    | 23:21  |
| 6  | Thüringer HC           | 22 | 10 | 1 | 11 | 613:649 | −36   | 21:23  |
| 7  | VfL Oldenburg          | 22 | 7  | 1 | 14 | 568:600 | −32   | 15:29  |
| 8  | HSG Blomberg-Lippe (A) | 22 | 7  | 0 | 15 | 573:686 | −113  | 14:30  |
| 9  | Buxtehuder SV          | 22 | 6  | 1 | 15 | 573:646 | −73   | 13:31  |
| 10 | TSG Ketsch (A)         | 22 | 5  | 2 | 15 | 557:669 | −112  | 12:32  |
| 11 | BV Borussia Dortmund   | 22 | 5  | 1 | 16 | 566:643 | −77   | 11:33  |
| 12 | Frisch Auf Göppingen   | 22 | 5  | 1 | 16 | 572:692 | −120  | 11:33  |

### Entscheidungen
|  | Teilnehmer Meister-Play-off           |
|  | Teilnahme Platzierungsrunde           |
|  | Abstieg in die 2. Handball-Bundesliga |

## Play-offs

### Meister-Play-off
| Halbfinalspiele     | Halbfinalspiele | Halbfinalspiele     |
| ------------------- | --------------- | ------------------- |
| DJK/MJC Trier       | 29:33 (16:12)   | 1. FC Nürnberg      |
| Bayer 04 Leverkusen | 35:34 (18:18)   | HC Leipzig          |
| 1. FC Nürnberg      | 39:26 (16:15)   | DJK/MJC Trier       |
| HC Leipzig          | 29:32 (12:18)   | Bayer 04 Leverkusen |

| Finalspiele         | Finalspiele   | Finalspiele         |
| ------------------- | ------------- | ------------------- |
| Bayer 04 Leverkusen | 30:25 (15:13) | 1. FC Nürnberg      |
| 1. FC Nürnberg      | 38:31 (21:16) | Bayer 04 Leverkusen |

### Platzierungsrunde

#### Gruppe A
| Rang | Team                 | Tore  | Punkte |
| ---- | -------------------- | ----- | ------ |
| 1    | FHC Frankfurt (Oder) | 65:61 | 3:1    |
| 2    | HSG Blomberg-Lippe   | 65:60 | 2:2    |
| 3    | Buxtehuder SV        | 59:68 | 1:3    |

|  | Sa, 14. April 2007 | Buxtehude        | - Frankfurt (Oder) | 32:32 (18:19) |
|  | Sa, 21. April 2007 | Blomberg-Lippe   | - Buxtehude        | 36:27 (16:10) |
|  | Sa, 28. April 2007 | Frankfurt (Oder) | - Blomberg-Lippe   | 33:29 (17:16) |

#### Gruppe B
| Rang | Team          | Tore  | Punkte |
| ---- | ------------- | ----- | ------ |
| 1    | VfL Oldenburg | 50:42 | 3:1    |
| 2    | Thüringer HC  | 53:46 | 3:1    |
| 3    | TSG Ketsch    | 40:55 | 0:4    |

|  | Sa, 14. April 2007 | Ketsch    | - Thüringen | 22:29 (15:13) |
|  | Sa, 21. April 2007 | Oldenburg | - Ketsch    | 26:18 (12:9)  |
|  | Di, 1. Mai 2007    | Thüringen | - Oldenburg | 24:24 (8:10)  |

| Spiele um Platz 5    | Spiele um Platz 5         | Spiele um Platz 5    |
| -------------------- | ------------------------- | -------------------- |
| VfL Oldenburg        | 30:27 (13:13)             | FHC Frankfurt (Oder) |
| FHC Frankfurt (Oder) | 33:32 n.S. (30:27; 18:13) | VfL Oldenburg        |

### Entscheidungen
Deutscher Meister + Teilnahme Champions League
 1. FC Nürnberg

Teilnahme EHF-Pokal

Teilnahme EHF Challenge Cup
 VfL Oldenburg

DHB-Pokal
 HC Leipzig

Aufsteiger

## Torschützenliste
|    |             | Spieler                    | Verein               | Tore | davon 7-Meter |
| -- | ----------- | -------------------------- | -------------------- | ---- | ------------- |
| 1  | Deutschland | Angie Geschke (RL)         | FHC Frankfurt (Oder) | 210  | 26            |
| 2  | Deutschland | Nadine Krause (RL)         | Bayer 04 Leverkusen  | 201  | 39            |
| 3  | Deutschland | Mirja Mißling (RL)         | HSG Blomberg-Lippe   | 181  | 55            |
| 4  | Turkei      | Serpil İskenderoğlu (RM)   | 1. FC Nürnberg       | 178  | 107           |
| 5  | Deutschland | Maren Baumbach (RM)        | DJK/MJC Trier        | 170  | 18            |
| 6  | Deutschland | Anne Jochin (RR)           | FHC Frankfurt (Oder) | 155  | 31            |
| 7  | Russland    | Oxana Pal (RL)             | DJK/MJC Trier        | 151  | 50            |
| 8  | Deutschland | Sabrina Neuendorf (RM)     | FHC Frankfurt (Oder) | 137  | 42            |
| 9  | Deutschland | Svenja Spriestersbach (RL) | BV Borussia Dortmund | 135  | 7             |
| 10 | Deutschland | Anja Althaus (KR)          | DJK/MJC Trier        | 120  | 0             |

## Die Meistermannschaft
| 1. | 1. FC Nürnberg |
|    | - Mannschaft: Marianna Gubová, Jana Krause, Franziska Beck, Kathrin Blacha, Corina Christenau, Katrin Engel, Sylvia Harlander, Serpil İskenderoğlu, Ania Rösler, Christina Rohde, Miriam Šimáková, Barbara Strass, Stephanie Ofenböck, Agnieszka Tobiasz, Sara Walzik, Kerstin Wohlbold - Trainer: Herbert Müller |